# 神戸市電石屋川線
石屋川線（いしやがわせん）は、かつて神戸市の上筒井停留場 - 石屋川停留場間を結んでいた神戸市電の軌道路線である。市道長田楠日尾線（原田線）と山手幹線に敷設されていた。
最初の開業区間は、その前年に廃止された阪急上筒井線の西灘駅 - 上筒井駅とほぼ並行するルートであった。太平洋戦争後も延伸が続けられ、灘区の東端に当たる石屋川停留場まで開業したのは1953年である。これは神戸市電の最後の開業区間となった。

## 沿革
- 1941年（昭和16年）9月1日：上筒井停留場 - 原田停留場間が開業。
- 1944年（昭和19年）6月1日：原田停留場 - 将軍通停留場間が開業。
- 1949年（昭和24年）7月25日：将軍通停留場 - 六甲口停留場間が開業。
- 1953年（昭和28年）10月1日：六甲口停留場 - 石屋川停留場間が開業。
- 1961年（昭和36年）以前：上筒井停留場を上筒井1丁目停留場に改称。
- 1969年（昭和44年）3月23日：上筒井1丁目停留場 - 石屋川停留場間の廃止により全線廃止。

## 駅一覧
- 1962年（昭和37年）7月当時。

| 停留場名    | 読み                      | 接続路線                          | 廃止日         | 備考                                 |
| ----------- | ------------------------- | --------------------------------- | -------------- | ------------------------------------ |
| 上筒井1丁目 | かみつつい いっちょうめ   | 布引線 阪急電鉄上筒井線：上筒井駅 | 1969年 3月23日 | 開業当初の電停名は上筒井             |
| 王子公園前  | おうじこうえんまえ        |                                   | 1969年 3月23日 |                                      |
| 原田        | はらだ                    | 阪急電鉄神戸本線：西灘駅          | 1969年 3月23日 |                                      |
| 水道筋6丁目 | すいどうすじ ろくちょうめ |                                   | 1969年 3月23日 |                                      |
| 水道筋3丁目 | すいどうすじ さんちょうめ |                                   | 1969年 3月23日 |                                      |
| 水道筋1丁目 | すいどうすじ いっちょうめ |                                   | 1969年 3月23日 |                                      |
| 将軍通      | しょうぐんどおり          |                                   | 1969年 3月23日 |                                      |
| 神前町      | かみまえちょう            |                                   | 1969年 3月23日 |                                      |
| 日尾町      | ひおちょう                |                                   | 1969年 3月23日 |                                      |
| 六甲口      | ろっこうぐち              |                                   | 1969年 3月23日 | 阪神国道線の同名停留所とは別の場所。 |
| 常盤木      | ときわぎ                  |                                   | 1969年 3月23日 |                                      |
| 石屋川      | いしやがわ                |                                   | 1969年 3月23日 |                                      |

## 通過系統
- 1962年（昭和37年）7月当時。

| 系統   | 直通 路線 | 通過区間                                  | 直通 路線 | 備考 |
| ------ | --------- | ----------------------------------------- | --------- | --- |
| 5系統  | － 布引線 | 石屋川 - 上筒井1丁目 上筒井1丁目 - 石屋川 | 布引線 － | 循環系統。石屋川から布引線へ直通後、山手・上沢線・楠公東門線・兵庫線・尻池線・和田線・高松線・尻池線・山手・上沢線・布引線経由で上筒井1丁目へ戻り石屋川線を石屋川まで通過する |
| 6系統  | －        | 石屋川 - 上筒井1丁目                      | 布引線    | |
| 7系統  | － 布引線 | 石屋川 - 上筒井1丁目 上筒井1丁目 - 石屋川 | 布引線 － | 循環系統。石屋川から布引線へ直通後、山手・上沢線・尻池線・高松線・和田線・尻池線・兵庫線・楠公東門線・山手・上沢線・布引線経由で上筒井1丁目へ戻り石屋川線を石屋川まで通過する |
| 9系統  | －        | 将軍通 - 上筒井1丁目                      | 布引線    | |
| 15系統 | －        | 将軍通 - 上筒井1丁目                      | 布引線    | |